# Nedre Navarra
Nedre Navarra (baskiska Nafarroa Behera/Baxenabarre, franska Basse-Navarre [bɑs navaʁ], spanska Baja Navarra, gaskiska Navarra Baisha) är en historisk provins som ligger i sydvästra Frankrike eller norra Baskien. Nedre Navarra var en del av det medeltida kungariket Navarra. Då Spanien enandes under de katolska monarkerna uppgick den södra delen av Navarra i det nya kungadömet, medan den nordliga mindre delen förblev med eget kungahus fram tills år 1620, då nedre Navarra införlivades med Frankrike.
Området är också känt som Merindad de Ultrapuertos ("regionerna bortom bergspassen") av sydlänningarna, och Deça-ports ("denna sidan av bergspassen") av gaskisktalande. Trots att området idag (2024) saknar officiell status, fortsätter områdets invånare att identifiera sig med regionen nedre Navarra eller Navarra. Nafarroaren Eguna eller Navarras Dag är en festival som hålls i Baigorri varje år för att stärka deras band och fira deras baskiska identitet. Området görs också anspråk på av baskiska nationalister som en av de sju regioner som utgör Baskien.
Historiskt motsvarar området den nordligaste merindaden i Kungariket Navarra under medeltiden. Efter den spanska erövringen av Navarra (1512–24) återgick denna merindad till Henrik II av Navarra. Dess huvudstäder var Saint-Jean-Pied-de-Port och Saint-Palais. I den yttersta norden fanns den lilla feodalstaten Bidache fram till 1793, med en yta på 1 284 km².

## Källförteckning
1. ↑  ”Nedre Navarra - Uppslagsverk - NE.se”. www.ne.se. https://www.ne.se/uppslagsverk/encyklopedi/l%C3%A5ng/nedre-navarra. Läst 3 juni 2024.
2. ↑  ”Baigorri - En Pays Basque” (på brittisk engelska). www.en-pays-basque.fr. 28 april 2021. https://www.en-pays-basque.fr/en/territory-and-destination/baigorri-and-aldudes-valley/baigorri/. Läst 3 juni 2024.
3. ↑  Funtsak-Diseño y Programación Web- www.funtsak.com. ”Zazpiak bat (siete en una): el País Vasco de Pío Baroja” (på spanska). www.txalaparta.eus. https://www.txalaparta.eus/es/noticias/zazpiak-bat-siete-en-una-el-pais-vasco-de-pio-baroja. Läst 3 juni 2024.